# Villa d’Almè
Villa d’Almè ist eine norditalienische Gemeinde (comune) mit 6471 Einwohnern (Stand 31. Dezember 2023) in der Provinz Bergamo in der Lombardei.

## Geografie
Die Gemeinde liegt etwa neun Kilometer nordnordwestlich von Bergamo an der Strada Statale 470 auf der anderen Seite des Parco dei Colli di Bergamo. Östlich der Gemeinde fließt der Brembo.

## Persönlichkeiten
- Angelo Gotti (1921–1944), Partisan
- Aldo Locatelli (1915–1962), Maler
- Raffaello Martinelli (* 1948), Bischof von Frascati
- Pietro Sigismondi (1908–1967), Kurienerzbischof und Diplomat